# Huidenlijm

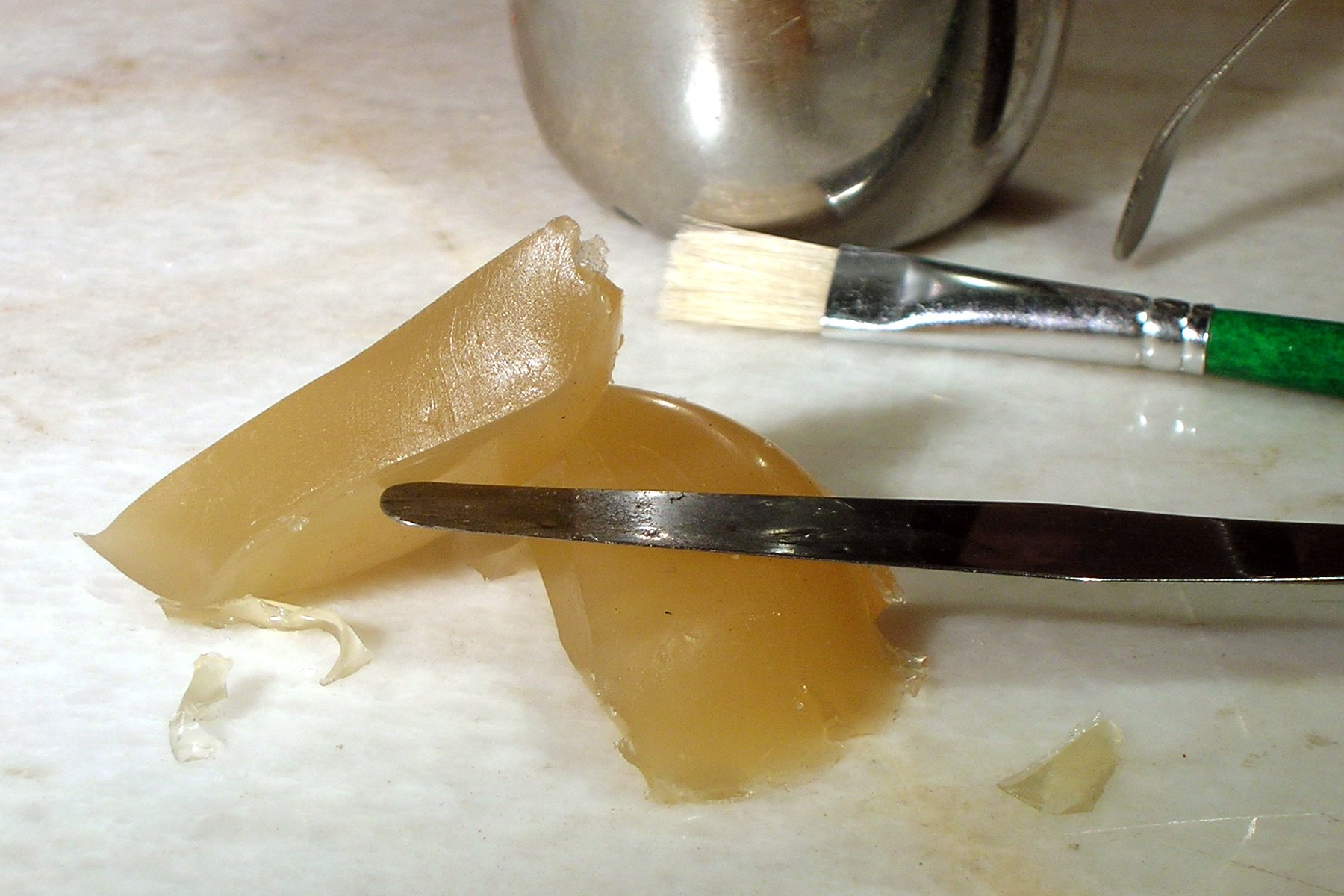
Huidenlijm op kamertemperatuur

Huidenlijm is een dierlijke lijm die vooral wordt gebruikt voor het bouwen van muziekinstrumenten zoals viool. De lijm blijft wat meer elastisch vanwege langere vezels dan beenderlijm. 
Huidenlijm wordt gebruikt als warme lijm; de lijm wordt gereed voor gebruik gemaakt door granulaat au bain marie op te lossen in water. De warme lijm (60°C) geeft na uitharding een stevige verbinding die met opnieuw verwarmen ook weer los te maken is, iets wat reparaties veel eenvoudiger maakt. 